# Ян Ілінь
Ян Ілінь  (кит.: 杨 伊琳, 26 серпня 1992) — китайська гімнастка, олімпійська чемпіонка.

## Виступи на Олімпіадах
| Олімпіада  | Дисципліна        | Місце             |
| ---------- | ----------------- | ----------------- |
| Пекін 2008 | вільні врави      | 10 (кваліфікація) |
| Пекін 2008 | різновисокі бруси | 3                 |
| Пекін 2008 | колода            | 11 (кваліфікація) |
| Пекін 2008 | абсолютний залік  | 3                 |
| Пекін 2008 | командний залік   | 1                 |